# Aplochlora eucosmeta
Aplochlora eucosmeta är en fjärilsart som beskrevs av Louis Beethoven Prout 1916. Aplochlora eucosmeta ingår i släktet Aplochlora och familjen mätare. Inga underarter finns listade i Catalogue of Life.